# Новоборовиці
Новоборови́ці — село в Україні, у Довжанській міській громаді Довжанського району Луганської області. Населення становить 816 осіб.
Знаходиться на тимчасово окупованій території України.

## Географія
Географічні координати: 47°52' пн. ш. 39°30' сх. д. Часовий пояс — UTC+2. Загальна площа села — 61,3 км².
Село розташоване у східній частині Донбасу за 50 км від міста Довжанська. Найближча залізнична станція — Довжанська, за 45 км. Через село протікає річка Тузловка.
Неподалік від села розташований пункт пропуску на кордоні з Росією Новоборовці—Олексієво-Тузлівка.

## Історія
Засноване на річці Тузлівка в 1896 році переселенцями з села Боровиці Київської губернії, які в пам'ять про свою малу батьківщину назвали нове поселення Новоборовиці.
Під час Другої світової війни участь у бойових діях брали 270 місцевих жителів, з них 95 загинуло, 125 осіб нагороджені орденами і медалями.
12 червня 2020 року, відповідно до Розпорядження Кабінету Міністрів України № 717-р «Про визначення адміністративних центрів та затвердження територій територіальних громад Луганської області», увійшло до складу Довжанської міської громади.
17 липня 2020 року, в результаті адміністративно-територіальної реформи та ліквідації  колишніх Довжанського (1938—2020) та Сорокинського районів, увійшло до складу новоутвореного Довжанського району.

## Населення

### Мова
Розподіл населення за рідною мовою за даними перепису 2001 року:
| Мова       | Кількість | Відсоток |
| ---------- | --------- | -------- |
| українська | 578       | 70.83%   |
| російська  | 233       | 28.56%   |
| білоруська | 3         | 0.37%    |
| румунська  | 1         | 0.24%    |
| Усього     | 816       | 100%     |

За даними перепису 2001 року населення села становило 816 осіб, з них 70,83% зазначили рідною мову українську, 28,55% — російську, а 0,62% — іншу.

## Економіка
У селі діє ТОВ «Червоний колос».

## Соціальна сфера
У Новоборовицях функціонують школа, клуб та лікарня.

## Пам'ятки
В околицях села знайдено кам'яні знаряддя праці доби пізнього палеоліту (близько 20 тисяч років тому), досліджені курганні поховання епохи бронзи, відоме поселення салтівської культури (VIII-X століть).
Також на території села знаходиться братська могила радянських воїнів і пам'ятний знак на честь воїнів-односельців, що загинули під час Другої світової війни